# Concrete (Paris)
Concrete est le nom d'un collectif parisien à l'origine d'un club du même nom ouvert d'octobre 2011 à juillet 2019 sur le Port de la Rapée dans le 12e arrondissement de Paris, qui fut célèbre pour ses fêtes techno de 28 heures d'affilée le week-end qui commençaient en journée,. Le collectif a donné naissance au label musical Concrete Music et au Weather Festival, consacrés aux musiques électroniques, depuis 2013.

## Historique

### Origines

#### Lancement
Le projet de Concrete est né à la suite de l'organisation par un groupe d'amis (Brice Coudert, Aurélien Dubois, Adrien Betra, Pete Vincent) de soirées baptisées « Twsted » organisées à chaque fois dans un lieu différent (la première s'étant déroulée dans un ancien studio de cinéma à Saint-Ouen en novembre 2010). En octobre 2011, ils intègrent l'entreprise Surpr!ze et lancent le 30 octobre 2011 une fête bimensuelle, Concrete (en anglais « béton »), qui commence le dimanche matin à 7h et finit généralement le lundi matin à 2h. Les all-day long parties sont organisées sur la barge Le Ponton (anciennement Montecosy) arrimée au quai de la Rapée, qui compte 400 m2 de terrasse et une capacité d'accueil de 950 personnes, puis lors de la mise aux normes de sécurité de la barge pendant quelques mois début 2013 à la SIRA, une ancienne imprimerie à Asnières-sur-Seine ; avant un retour permanent sur la barge à partir de mai 2013. L'autorisation de nuit sera obtenue par la suite, élargissant l'offre à des soirées aux horaires "classiques" les vendredis et samedis soir.

#### Contexte
Pour beaucoup le lancement de Concrete s'inscrit dans le contexte d'un renouveau de la scène électronique et de la vie nocturne de Paris et sa banlieue : Concrete se lance en effet au milieu d'autres collectifs et événements (notamment Sundae, Sonotown, Blocaus, Die Nacht, 75021, BP, OTTO10...) qui privilégient l'ouverture à un public large, le développement de la scène musicale parisienne (électronique et techno en particulier), l'ouverture sur la banlieue et des lieux atypiques (friches, usines, entrepôts, anciens bureaux, fermes urbaines...) et une sélection musicale pointue. Brice Coudert, l'un des fondateurs, déclare notamment : « Pour m'être frotté presque dix ans aux nuits parisiennes, je suis le premier à savoir qu'il y a eu des trucs incroyables où je me suis éclaté comme les teufs Freak' N' Chic au Zèbre de Belleville, les Katapult ou pas mal de soirées au Rex, mais au bout d'un moment, tu te rends compte qu'à chacune de ces fêtes, c'est tout le temps les mêmes personnes que tu vois. [...] On voulait vraiment élargir ce cercle, sans en vulgariser le sens, et la clé finalement on l'a trouvée en allant chercher du côté des gens qui n'écoutent pas cette musique. Vu que le nombre de clubbers était trop limité, il fallait en créer de nouveaux, en les éduquant musicalement avec la musique qui nous plaisait ».
Ce développement fort de la scène musicale et du clubbing à Paris contraste avec la situation antérieure, dénoncée notamment en 2009 par une pétition intitulée « Paris : quand la nuit meurt en silence » (qui avait récolté à l'époque plus de 16 000 signatures) et lors des « États Généraux de la nuit » en 2010.

### Développement

#### Label musical
Concrete Music est le label musical du collectif, qui produit des artistes français comme François X, Cabanne, Antigone, Lowris, S3A, Ben Vedren, Behzad & Amarou. Le label a été lancé en 2013 avec la sortie des trois compilations Textures I, Textures I-ii et Textures I-iii. Ici la liste des sorties du label  : 
- CCRT001 - Textures I / Textures I-ii / Textures I-iii
- CCRT002 - Antigone - The Astral Traveller EP
- CCRT003 - Jasper Wolff & Maarten Mittendorff - The Transmission Express EP
- CCRT004 - GUERILLA SOUL aka AMIR ALEXANDER - The Black Dahlia EP
- CCRT005 - The Persuader - Autumn Leaves EP
- CCRT006 - Voiron - Râdome EP
- CCRT007 - Ben Vedren - D3 EP

Aujourd'hui le label se divise en 3 sous-labels, chacun correspondant à une heure de la journée : 03PM, 04AM et 07AM. Chaque sous-label se concentre sur un style musical différent. Les sorties House se font sur Concrete Music 03PM, les sorties techno sur Concrete Music 04AM et les sorties deep / minimal sur Concrete Music 07AM.
Releases 3PM : 
- CCRT3PM01 - Textures 03PM
- CCRT3PM02 - H330 - Find Tha Way EP
- CCRT3PM03 - Florian Muller - Finally EP
- CCRT3PM04 - Leo Pol - All I Got In Me Double EP

Releases 4AM : 
- CCRT4AM01 - Textures 04AM
- CCRT4AM02 - Society of Silence - Paracusia EP
- CCRT4AM03 - Birth Of Frequency - Blue EP
- CCRT4AM04 - Kas:st - Movement Of Thougth EP

Releases 7AM : 
- CCRT7AM01 - Textures 07AM
- CCRT7AM02 - Le Loup - Moods & Bugs EP
- CCRT7AM03 - Seuil - Extract Live Weather EP
- CCRT7AM04 - Rag Dabons - Boite de 4 EP

#### Weather Festival
Né d'une idée d'Adrien Betra et Aurélien Dubois, le Weather Festival est un événement consacré à la musique électronique dans toutes ses composantes (techno, house, etc.), organisée annuellement par le collectif à l'origine de Concrete, et qui se déroule à Paris et en banlieue.
L'événement se déroule sur trois lieux entre Paris (Machine du Moulin Rouge), Montreuil et la Porte de Versailles, et accueille plus de 20 000 personnes en trois jours. S'y produisent des noms très connus de la scène électronique allemande (notamment Marcel Dettmann, Len Faki), de Detroit (Robert Hood) et internationale (Nina Kraviz, RPR Soundsystem, Black Coffee). L'événement principal, au Palais des Congrès à Montreuil, accueille à lui seul près de 12 000 personnes. Des défauts de climatisation et d'accès à l'eau potable se produisent, que l'équipe dénonce comme des défauts cachés par le propriétaire des lieux, qu'ils attaquent en justice avec d'autres clients du Palais des Congrès pour atteinte à la vie d'autrui,.
La clôture de la première édition du festival, qui devait avoir lieu à la SIRA, est d'abord compromise au dernier moment par la mairie d'Asnières qui demande une révision des dispositifs de sécurité. Les organisateurs estiment que « personne ne voulait assumer la responsabilité d’une rave avec l’aval de la municipalité à moins d’un an des élections locales», tandis que la mairie déclare regretter « la légèreté avec laquelle [les organisateurs] traitent les conditions d’accueil du public ».
La seconde édition du festival se déroule en juin 2014, sur trois jours également et dans plusieurs lieux : l'Institut du Monde Arabe, l'aéroport du Bourget, le Parc de la Bergère et sur l'île Seguin à Boulogne-Billancourt. S'y produisent plus de 120 artistes, dont Ricardo Villalobos, Derrick May, Ben Klock, Donato Dozzy, Marcel Dettmann, Rødhåd, Len Faki, Chris Liebing, Adam Beyer ou encore Moodymann. Un festival « Weather Génération » est également organisé pour les plus petits, ainsi qu'un « off » au Batofar, au Rex Club, à la Machine du Moulin Rouge et à la Concrete.
Le Weather Festival 2015 se deplace sur la plaine de Jeux du Polygone à Vincennes et continue de réunir de nombreux artistes internationaux et français durant 3 jours et nuits .Derrick May se charge de l'ouverture du festival retransmis en direct sur Arte Concert 
Après deux gros événements au Paris Event Center pour clore l'année 2015 , les organisateurs reviennent sur le site de l'aéroport du Bourget en Juin 2016 et regroupe toujours sur 3 jours les meilleurs Dj's et producteurs de musique électroniques et surprend avec des artistes comme Egyptian Lover & Jamie Jupiter ou Robert Hood pour un set 100% Hip Hop .

#### Premier club "24h" de Paris
Le 8 mars 2017 la Concrete se voit attribuer la licence 24 heures permettant l'ouverture tout le week-end sans interruption. Cette autorisation, soutenue par la mairie de Paris et accordée par la préfecture de police, permet de normaliser une situation qui rendait obligatoire la fermeture du club pendant 30 minutes à 6h40. « C’est un beau message, cela signifie que les politiques ont compris la force et l’importance de notre secteur au niveau touristique et culturel. J’ai le sentiment qu’il y a une vraie ouverture d’esprit au niveau des institutions et des administrations », déclare Aurélien Dubois.

#### Fermeture
En 2019 Concrete fait face à une procédure d'expulsion par le propriétaire de sa barge amarrée en bord de Seine et lance une pétition de soutien à son maintien dans les lieux au mois de mai. La Mairie de Paris soutient publiquement le club dans son litige avec le propriétaire (Bateaux de Paris et d’Ile-de-France, BPIF) et propose de racheter le bateau mais sans succès. Le club est finalement expulsé en juillet et marque l'événement avec une fête de 3 jours en continu. Dans la foulée, Suprize annonce le lancement d'un lieu éphémère pour trois mois dans le XIIe arrondissement de Paris, dans une friche ferroviaire de 5 000 m2  en bordure est de la future ZAC de Bercy-Charenton, baptisé Dehors Brut,.